# من رمل ونار (فلم)
من رمل ونار هو فيلم تاريخي مغربي إيطالي صدر سنة 2019، من كتابة وإخراج سهيل بن بركة، وبطولة كل من رودولفو سانشو، وماريسا باريديس، وإمنول أريس، وكارولينا كريشنتيني، وجيانكارلو جيانيني، ويوسف كركور، وحميد باسكيط، وكمال موماد، وعمر عزوزي، وجمال العبابسي. يروي الفيلم، الذي تم تصوير أحداثه بين إيطاليا والمغرب وإنجلترا، قصة مغامرات دومينغو باديا المعروف بعلي باي العباسي. صلى على محمد

## القصة
تدور أحداث الفيلم بين عامي 1802 و1818، ويتتبع القصة الحقيقية لضابط الجيش الإسباني دومينغو باديا، الذي أرسله إلى المغرب رئيس الوزراء الإسباني مانويل جودوي بهوية مزورة. كانت مهمته تتمثل في الإطاحة بسلطان المغرب مولاي سليمان.

## روابط خارجية
- من رمل ونار على موقع IMDb (الإنجليزية)
- من رمل ونار على موقع ألو سيني (الفرنسية)
- من رمل ونار على موقع قاعدة بيانات الفيلم (الإنجليزية)
- من رمل ونار على موقع ليتربوكسد (الإنجليزية)